# Tossal de les Cabanes
El Tossal de les Cabanes és una muntanya de 196 metres que es troba al municipi de Gimenells i el Pla de la Font, a la comarca catalana del Segrià.